# У небі «нічні відьми»
«У небі «нічні відьми» (рос. «В небе «ночные ведьмы») — російський радянський воєнний фільм Євгенії Жигуленко. Присвячений 46-ому гвардійському нічному авіаційному полку, де служили одні жінки і яких німці прозвали «нічними відьмами». Цікавим моментом є те, що режисером фільму виступила одна із солдаток полку. Прем'єра відбулась у листопаді 1981 року.

## Сюжет фільму
Фільм розповідає про радянських льотчиць, які утворили окремий авіаційний полк. Вони здійснювали свої вильоти вночі і бомбили німецькі позиції. Через це противник називав їх «нічними відьмами». Але війна війною, а жінки, які є солдатами радянської армії, можуть жити і своїм жіночим життям. Керівництву не подобалось, як жінки ведуть себе у полку, вони ж, навпаки до виснаження викладались по-повній.

## В ролях
| Актор             | Роль                   |
| ----------------- | ---------------------- |
| Валентина Грушина | Оксана Захарченко      |
| Яна Друзь         | Галя Полікарпова       |
| Дмитро Замулін    | Федір Павлов           |
| Ніна Меньшикова   | комісар Марія Іванівна |
| Валерія Заклунна  | командир Дуся          |
| Олена Астаф'єва   | Катя Максимова         |
| Сергій Мартинов   | Костя, жених Галини    |
| Додо Чоговадзе    | Софіко                 |
| Станіслав Коренєв | генерал                |
| Валентина Клягіна | Солдатова              |
| Ірина Дітц        | чергова аеродрому      |

також:
- Тетяна Чернпятова — Юля Нестерова
- Олександра Свиридова — Тоня Жукова, механік
- Тетьяна Микрикова — Юля Нестерова
- Дмитро Титов
- М. Аюпова
- Ю. Боровиков
- В. Бревко
- Т. Галашова
- Л. Захарова
- А. Іванова
- А. Косирєва
- Л. Куделко
- М. Лосева
- С. Маркатова
- Т. Чумакова

### Озвучування
- Олена Камбурова — виконання пісні «Когда вы песни на земле поёте» ("Коли ви пісні на землі співаєте")

## Знімальна група
- Режисер: Євгенія Жигуленко
- Сценаристи: 
  - Євгенія Жигуленко
  - Володимир Валуцький
- Оператор: Лев Рагозін
- Композитор: Євген Крилатов
- Текст пісні: Євген Євтушенко
- Диригент: Давид Штільман
- Головний консультант: Георгій Береговий
- Консультант: Євдокія Бочарова
- Директор знімальної групи: Леонід Гоморін

## Технічні дані
- Виробництво: Кіностудія ім. М. Горького
- Художній фільм, односерійний, телевізійний, кольоровий
- Тривалість: 77 хв[2].